# HTTP 451
HTTP 451 혹은 법적 이유로 이용 불가(Unavailable For Legal Reasons)는 정부기관의 검열 등의 법적 이유로 인해 사용자가 요청한 자원을 가져올 수 없음을 뜻하는 HTTP 상태 코드이다. 숫자 451은 레이 브래드버리의 디스토피아 소설이자 검열을 다룬 《화씨 451》에서 이름을 따왔다. HTTP 451은 2016년 2월 RFC 7725에 의해 표준화되었다.
HTTP 451이 표기될 수 있는 상황은 국가 안보에 중대한 위협을 주는 페이지이거나, 저작권 위반, 프라이버시 침해, 법률 모독 혹은 법정이나 법률에 의한 위반 등이 있을 수 있다. RFC 명세상 HTTP 451은 자원이 존재하지만 차단된 경우에는 사용하지 않으며, 해당 자원이 법적 이유로 제거되어 더 이상 존재하지 않거나 자원이 존재하지 않지만 해당 주제에 대한 논의가 합법적으로 금지된 경우 사용할 수 있다. 몇몇 사이트의 경우 법적으로 자원이 제거된 경우 기존의 HTTP 404 혹은 유사한 코드를 반환한다.

## 예시
```
HTTP
/
1.1
 
451
 
Unavailable For Legal Reasons

Link
:
 
<https://spqr.example.org/legislatione>; rel="blocked-by"

Content-Type
:
 
text/html

<
html
>

 
<
head
><
title
>
Unavailable For Legal Reasons
</
title
></
head
>

 
<
body
>

  
<
h1
>
Unavailable For Legal Reasons
</
h1
>

  
<
p
>
This request may not be serviced in the Roman Province
  of Judea due to the Lex Julia Majestatis, which disallows
  access to resources hosted on servers deemed to be
  operated by the People's Front of Judea.
</
p
>

 
</
body
>

</
html
>

```

## 같이 보기
- 유해사이트